# Caelius rufescens
Caelius rufescens är en skalbaggsart som beskrevs av Horn 1887. Caelius rufescens ingår i släktet Caelius och familjen Aegialiidae. Inga underarter finns listade.